# Giorgio Amendola
Giorgio Amendola (Roma, 21 novembre 1907 – Roma, 5 giugno 1980) è stato un partigiano, scrittore e politico italiano.

## Biografia

### Gioventù e lotta antifascista
Figlio del liberale antifascista Giovanni Amendola e dell'intellettuale ebrea lituana Eva Kühn, fu arrestato per la prima volta dal regime fascista il 27 giugno 1924 mentre cercava di commemorare Giacomo Matteotti sul luogo della scomparsa: era alle 15 sul Lungotevere quando, deposti i fiori da Velia Titta e dal figlioletto primogenito, la folla si infittì e "cercai di spezzare il cordone dei carabinieri, ma il mio tentativo rimase isolato. Mi presero e mi portarono al Commissariato Flaminio".
La sua giovinezza fu segnata dalla morte del padre, che, aggredito da delle squadre fasciste, aveva visto peggiorare nei mesi successivi le sue condizioni di salute. A fine anno Giovanni Amendola decise di andare a curarsi a Parigi, essendogli stato rilevato un ematoma all'emitorace sinistro (un tumore, secondo il figlio Giorgio), agli inizi del 1926 venne operato. Per favorire il decorso post-operatorio i familiari lo trasferirono a Cannes, in Provenza, presso la clinica Le Cassy Fleur: qui egli si spense, all'alba del 7 aprile 1926. Dopo questo episodio, Giorgio Amendola, soprattutto grazie al rapporto con Emilio Sereni, aderì nel 1929 al Partito Comunista d'Italia, con non poche disapprovazioni da parte degli amici del padre e di quelli dell'associazione antifascista goliardica, di cui faceva parte.
Frequentò intellettuali del tempo come Benedetto Croce e Giustino Fortunato (amico del padre), dal quale apprese molti insegnamenti; iniziò un'attività politica clandestina a Parigi dopo essersi laureato in Giurisprudenza a Napoli nel giugno 1930 con una tesi di economia politica, relatore Augusto Graziani. Al suo lavoro "Analisi del credito consultivo con particolare considerazione degli acquisti di prodotti mediante pagamenti rateali" venne attribuito nel 1930 il "Premio Tenore" dell'Accademia Pontaniana.
Arrestato nel giugno del 1932 mentre era in missione clandestina a Milano, non fu processato dal regime per evitare il possibile clamore che il dibattimento avrebbe suscitato.
Venne così inviato, senza processo, al confino nell'isola di Ponza dove il 10 luglio 1934 Giorgio e la sua fidanzata francese, Germaine Lecocq, si sposarono civilmente.
Liberato nel 1937, fuggì in Francia e poi in Tunisia, per tornare nuovamente in Francia poco dopo l'inizio della guerra, sul finire del 1939. Rientrò in Italia solo nell'aprile 1943 per partecipare alla Resistenza tra le file del PCI e delle brigate Garibaldi, del cui Comando generale entrò a far parte insieme a Luigi Longo, Pietro Secchia, Gian Carlo Pajetta e Antonio Carini. A lui facevano riferimento i GAP centrali di Roma.
Fu, inoltre, nel 1944, il membro designato dal PCI per la giunta militare antifascista del CLN, con Sandro Pertini (PSIUP), Riccardo Bauer (PdA), Giuseppe Spataro (DC), Manlio Brosio (PLI) e Mario Cevolotto (DL).

### L'attentato di via Rasella
Nel marzo del 1944 fu l'ideatore dell'attentato di via Rasella, eseguito da partigiani dei GAP, comandati da Carlo Salinari e a cui i tedeschi reagirono con l'eccidio delle Fosse Ardeatine. Gli altri membri della giunta militare non furono informati preventivamente del piano, come avveniva per consuetudine, per «ragioni di sicurezza cospirativa», secondo quanto dichiarato dallo stesso Amendola.
L'azione fu pianificata in seguito al successo di un attacco sferrato in via Tomacelli, e fu scelta come data simbolica il 23 marzo, in quanto anniversario della fondazione dei Fasci italiani di combattimento. Amendola, in particolare, scrisse in seguito: «Pertini, che mordeva il freno e che, nel suo ben noto patriottismo di partito, era geloso delle prove crescenti di capacità e di audacia date dai Gap, chiese che si concordasse un'azione armata unitaria». I comunisti, tuttavia, agirono da soli e Pertini, adirato, protestò per non essere stato avvertito.

Tre giorni dopo, il 26 marzo, Amendola chiese al CLN romano di approvare l'azione. La giunta militare fu sul punto di spaccarsi: in particolare il democristiano Spataro si oppose e, al contrario, chiese di emanare un comunicato di dissociazione. A quel punto, respingendo una visione che giudicava "attesista" della Resistenza, Amendola affermò che 
 Lo storico Aurelio Lepre intende tale intervento come una minaccia di uscita del PCI dal CLN se fosse stata approvata la mozione democristiana. Lungi dall'uscire dal CLN, il PCI, per bocca di Palmiro Togliatti, rientrato da Mosca il giorno successivo, tenderà invece la mano ai moderati del CLN annunciando, appena sbarcato in Italia (con la cosiddetta "Svolta di Salerno"), il sostegno comunista a un nuovo governo regio guidato da Pietro Badoglio, ponendo così fine alla crisi in seno al Comitato di Liberazione Nazionale, apertasi il 24 con le dimissioni del suo presidente Ivanoe Bonomi, in seguito all'intransigenza antimonarchica del Partito d'Azione e del PSI.
Pertini, Bauer e Brosio respinsero la proposta di Spataro, ma la giunta non accolse neanche la richiesta di Amendola.
La frattura in seno alla giunta fu ricomposta solo pochi giorni dopo, con un comunicato del CLN nazionale in cui si stigmatizzava "la barbara rappresaglia delle Fosse Ardeatine".
Per il suo ruolo di membro della giunta militare del CLN, nel 1948 Amendola fu chiamato a testimoniare, insieme a Bauer e Pertini, al processo a Herbert Kappler (il responsabile della strage delle Fosse Ardeatine). Al processo i tre confermarono che l'attacco fu conforme alle disposizioni del CLN.
Tale visione fu nuovamente confermata da Pertini in un'intervista del 1977:
Arturo Colombo nel 1997 pubblicò inoltre alcuni scritti di Riccardo Bauer, in cui l'esponente azionista dichiarava che l'obiettivo del CLN era «rendere impossibile la vita a tedeschi e fascisti dentro e fuori dalla città di Roma» e che quindi l'attacco «appare come episodio organico», precisando che l'attentato venne «preparato e attuato dai comunisti senza specifico accordo con la Giunta Militare», ma che a fatto compiuto «tutti i rappresentanti del CLN furono concordi nel considerarlo "legittima azione di guerra"».

### La carriera politica repubblicana

Giorgio Amendola dalla tribuna del XV Congresso del PCI (30 marzo - 3 aprile 1979)

Tra il 1945 e 1946, dopo la Liberazione, è stato Sottosegretario di Stato alla Presidenza del Consiglio nei governi Parri e De Gasperi I.
Dal 1948 fino alla morte fu deputato per il Partito Comunista Italiano, al cui interno ebbe molti incarichi. È stato a lungo punto di riferimento della corrente riformista del partito, che auspicava una stretta collaborazione con i socialisti. Gli si contrappose, con motivazioni completamente diverse, il leader della sinistra interna, Pietro Ingrao. Candidato di bandiera del PCI nei primi 15 scrutini delle elezioni del Presidente della Repubblica del 1978, ottenne fino a 364 voti.
Dal 1967 in poi, Amendola si occupò anche di scrittura: tra le opere più importanti ricordiamo Comunismo, antifascismo e Resistenza (1967), Lettere a Milano (1973) e Intervista sull'antifascismo (1976, in cui risponde alle pungenti domande di Piero Melograni; il libro comparirà fra i primi nella serie dei libri-intervista ideata per la casa editrice Laterza dall'allora direttore editoriale Enrico Mistretta); Una scelta di vita (1976) e Un'isola (1980, considerata la sua opera migliore).
Tutti questi libri, autobiografici e incentrati sul tema dell'antifascismo e della Resistenza, sono pervasi da un sottile sentimento di tristezza e solitudine. Attraverso la propria vicenda, Amendola vuole far capire al lettore cosa prova un uomo che non ha più la libertà e che prova su di sé il dramma del confino, dell'esilio e del carcere. Lo stile usato, semplice e scorrevole, contribuì a una buona diffusione di tutte le opere amendoliane.
Secondo alcuni politologi, Giorgio Amendola fu precursore di un tentativo di dare vita ad una sinistra di stampo europeo, radicata nella tradizione laica e liberale; lo ha confermato Giorgio Napolitano (sempre definitosi suo "allievo") quando, nel discorso tenuto a Torino il 15 ottobre 2009, affermò che "Giorgio non solo apparteneva alla stessa generazione di Norberto, ma era 'molto legato' - come qualche anno dopo la sua morte Bobbio ricordò - 'alla tradizione antifascista torinese', e non cancellò mai del tutto dalla sua formazione il filone di liberalismo democratico impersonato da Piero Gobetti, né tantomeno 'l'insegnamento di suo padre, che di quella corrente di democrazia liberale era stato' (scrisse sempre Bobbio) 'un teorico e un coraggioso combattente'".
Il vigoroso convincimento con cui sosteneva l'ammodernamento europeista del PCI e la lotta determinata al terrorismo degli anni settanta, non lo indussero mai a rinnegare il proprio operato (pure come esponente di spicco) nel corso della guerra partigiana, né fu mai da lui accostato all'azione eversiva del terrorismo rosso, attivo in Italia negli anni di piombo, tracciando una ben precisa linea di differenziazione fra l'Italia fascista post-8 settembre 1943 e le strutture democratiche dell'Italia repubblicana, scaturita proprio dalla Resistenza. Nel 1971 sottoscrisse la lettera aperta a L'Espresso contro il commissario Luigi Calabresi.
Giorgio Amendola era ateo. Morì a Roma, all'età di settantatré anni, a causa di una malattia. Poche ore dopo il suo decesso, scomparve anche la moglie Germaine Lecocq, conosciuta a Parigi negli anni dell'esilio, che lo aveva aiutato nella redazione del suo ultimo manoscritto. La loro figlia Ada era morta nel 1974, all'età di soli trentotto anni.

## Archivio
Le carte di Giorgio Amendola sono attualmente conservate presso la Fondazione Gramsci e sono state consegnate all'archivio della direzione del PCI da Wilma Diodati, segretaria di Amendola, nel settembre 1980. Un primo versamento di documenti all'Istituto Gramsci è stato effettuato nel giugno 1981. Tra la fine del 1981 e il 1983, con successivi invii, sono stati trasferiti gli scritti, i discorsi, parte della corrispondenza privata e del materiale documentario raccolto da Amendola. L'attuale ordinamento del materiale documentario segue i criteri stabiliti dallo stesso Amendola e rispettati da Giovanni Aglietto, allora responsabile dell'archivio della direzione, che ne ha curato la schedatura. Altro materiale è giunto alla Fondazione nel 1996, insieme all'archivio del Partito Comunista Italiano. Il fondo è stato dichiarato di notevole interesse storico dalla Soprintendenza archivistica del Lazio nel 1986.
Nel 1982 a Torino è stata istituita la "Fondazione Giorgio Amendola", ente morale riconosciuto dal Ministero dell'interno, e nato per "raccogliere e sviluppare lo studio sui temi fondamentali" del suo pensiero, pubblicando per un decennio anche un periodico, intitolato Il Rinnovamento.

## Opere
- La democrazia nel Mezzogiorno, Roma, Editori Riuniti, 1957.
- Lotta di classe e sviluppo economico, Roma, Editori Riuniti, 1962.
- Classe operaia e programmazione democratica, Roma, Editori Riuniti, 1966.
- Comunismo, antifascismo e Resistenza, Roma, Editori Riuniti, 1967.
- La classe operaia italiana, Roma, Editori Riuniti, 1968.
- Anselmo Marabini e Imola rossa, Imola, Galeati 1969.
- La crisi italiana, Roma, Editori Riuniti, 1971.
- I comunisti e l'Europa, Roma, Editori Riuniti, 1971.
- Presentazione di Mario De Micheli, Barricate a Parma. Nel cinquantenario della battaglia dell'Oltretorrente contro i fascisti, Parma, Libreria Feltrinelli di Parma, 1972.
- Lettere a Milano. Ricordi e documenti, 1939-1945, Roma, Editori Riuniti, 1973. Premio Viareggio di Saggistica 1974[28]
- Fascismo e Mezzogiorno, Roma, Editori Riuniti, 1973.
- Prefazione a Eugenio Curiel, Scritti 1935-1945, a cura di Filippo Frassati, 2 voll., Roma, Editori Riuniti-Istituto Gramsci, 1973.
- Fascismo e movimento operaio, Roma, Editori Riuniti, 1975.
- Introduzione a Davide Lajolo (Ulisse), A conquistare la rossa primavera, Milano, Rizzoli, 1975.
- Intervista sull'antifascismo, Bari, Laterza, 1976.
- Gli anni della Repubblica, Roma, Editori Riuniti, 1976.
- Una scelta di vita, Milano, Rizzoli, 1976.
- Prefazione a Giuseppe Gramegna, Braccianti e popolo in Puglia 1944-1971. Cronache di un protagonista, Bari, De Donato, 1976.
- Antonio Gramsci nella vita culturale e politica italiana, Napoli, Guida, 1978.
- Il rinnovamento del PCI, Roma, Editori Riuniti, 1978.
- Storia del Partito comunista italiano. 1921-1943, Roma, Editori Riuniti, 1978.
- I comunisti e le elezioni europee, Roma, Editori Riuniti, 1979.
- Un'isola, Milano, Rizzoli, 1980.
- Prefazione a Emilio Diligenti e Alfredo Pozzi, La Brianza in un secolo di storia d'Italia, 1848-1945, Milano, Teti, 1980.
- Lettera ed osservazioni in Luciano Bergonzini, Bologna 1943-1945. Politica ed economia in un centro urbano nei venti mesi dell'occupazione nazista, Bologna, CLUEB, 1980.
- Tra passioni e religione. Discorsi a Milano del 1957 al 1977, Milano, Rizzoli, 1982.
- Polemiche fuori tempo, Roma, Editori Riuniti, 1982.
- Riflessioni su gli anni '70 nelle lezioni di Amendola alle Frattocchie, a cura di Armando Cipriani, Roma, Salemi, 1983.
- Discorsi parlamentari, a cura di Maria Luisa Righi, Roma, Camera dei deputati, 2000.
- Giorgio Amendola nella storia d'Italia, antologia critica degli scritti a cura di Loris Dadam, Torino, Cerabona, 2007.
- La Basilicata e la via italiana al socialismo. VIII Congresso provinciale del Partito comunista italiano, Matera 18 e 19 dicembre 1965, Torino, Cerabona, 2008

## Interviste con Giorgio Amendola
- Intervista del gennaio 1974, tratta da Intervista con la storia, di Oriana Fallaci, p. 312-342, nuova edizione ampliata e riveduta, Rizzoli, giugno 1977

Oriana Fallaci (p. 314)
La mia fu una decisione travagliata. Ci pensai su quasi due anni. Perché in fondo il mio gruppo era costituito dagli antesignani di Giustizia e libertà. Ero amico di Ernesto Rossi e, se non fossi diventato comunista, sarei diventato uno di Giustizia e Libertà. Ma quando Ernesto Rossi venne a cercarmi perché organizzassi a Napoli Giustizia e Libertà, io m'ero ormai deciso a iscrivermi al PC. Infatti mi ci iscrissi dieci giorni dopo, il 7 novembre 1929.»
Giorgio Amendola (pp. 325–326)